# 李成震
李成震（1985年3月7日—），韩国女子射箭运动员。她曾参加2004年和2012年夏季奥林匹克运动会射箭比赛，共获得两枚金牌和一枚银牌。她也曾参加2005年夏季世界大学生运动会。